# ماثيو مورتنسن
ماثيو مورتنسن (بالإنجليزية: Matthew Mortensen)‏ هو متسابق على الجليد بمزلاجة أمريكي، ولد في 11 ديسمبر 1985 في هونتينغتون ستاشن في الولايات المتحدة.

## وصلات خارجية
- ماثيو مورتنسن على موقع FIL (الإنجليزية)
- ماثيو مورتنسن على موقع اللجنة الأولمبية الدولية (الإنجليزية)
- ماثيو مورتنسن على موقع أوليمبيديا (الإنجليزية)
- ماثيو مورتنسن على موقع اللجنة الأولمبية والبارالمبية الأمريكية (الإنجليزية)